# Peter August d’Orville
Peter August d’Orville (gelegentlich auch Pierre Auguste d’Orville; * 3. Maijul. / 15. Mai 1804greg. in St. Petersburg; † 11. November 1864 in Regensburg) war ein deutscher Schachkomponist.

## Leben
Peter August d’Orville entstammte einer Kaufmannsfamilie, die im 16. Jahrhundert aus Valenciennes nach Antwerpen und das heutige Deutschland ausgewandert war. So lebten acht Generationen der Familie in Frankfurt am Main. Pierre d’Orville (* 24. Juli 1778 in Offenbach; † 4. Juni 1829 in Regensburg) übernahm, bevor sein Sohn Peter August geboren wurde, eine Schnupftabakfabrik in Offenbach am Main. Später zog er nach St. Petersburg, wo er am 22. Mai 1802 die ebenfalls aus einer Kaufmannsfamilie stammende Dorothea Amburger (* 10. November 1783 in St. Petersburg; † 21. Januar 1809 in Offenbach) als seine zweite Ehefrau heiratete und eine Tabakfabrik übernahm. Dort wurde Peter August d’Orville geboren.
Peter August d’Orville wurde ebenfalls Kaufmann und lebte lange in Antwerpen. Sein Onkel war der Offenbacher Bürgermeister Peter Georg d’Orville.
Im Heimatmuseum des Offenbacher Geschichtsvereins ist ein Stammbaum der Familie angebracht.

## Schachkomposition
|   | a | b | c | d | e | f | g | h |   |
| 8 |   |   |   |   |   |   |   |   | 8 |
| 7 |   |   |   |   |   |   |   |   | 7 |
| 6 |   |   |   |   |   |   |   |   | 6 |
| 5 |   |   |   |   |   |   |   |   | 5 |
| 4 |   |   |   |   |   |   |   |   | 4 |
| 3 |   |   |   |   |   |   |   |   | 3 |
| 2 |   |   |   |   |   |   |   |   | 2 |
| 1 |   |   |   |   |   |   |   |   | 1 |
|   | a | b | c | d | e | f | g | h |   |

Peter August d’Orville gilt mit Horatio Bolton als einer der Begründer moderner Schachkomposition, die den Stil der Mansuben durch ökonomische Darstellungen, auch in der Forderung, ablöste. Er stellte erstmals auch das Mattbild in den Vordergrund. Möglicherweise hat er auch erstmals stille Hineinziehungsopfer gezeigt.
Auch der moderne Zweizüger, also Mattaufgaben in zwei Zügen, wird auf d’Orville zurückgeführt.
D’Orvilles Aufgaben erschienen ab Mitte 1836 in der Schachzeitschrift Le Palamède. 1842 gab er eine Sammlung von 250 eigenen Schachaufgaben heraus. Nach 1850 wurden nur noch selten Aufgaben von d’Orville veröffentlicht.
Die Aufgabe im Diagramm zeigt zwei stille Hineinziehungsopfer und ein Idealmatt: 1. Sf6–h5! h7–h6 2. Sc8–e7 Kh8–h7 3. Se7–g6! Kh7xg6 4. Lc4–g8 Kg6xh5 5. Lg8–f7 matt.

## Forschung
Bis Anfang des 20. Jahrhunderts war nicht viel über Peter August d’Orville bekannt. Erst 1918 erschien in den Deutschen Schachblättern ein Artikel von O. Koch, in dem persönliche Details von d’Orville angegeben wurden. Zuvor waren keine Notizen über d’Orville bekannt und deshalb auch seine Nationalität unklar.